# 罗桑金巴
罗桑金巴（藏語：བློ་བཟང་སྦྱིན་པ，威利转写：blo bzan sbyin pa，?—?），西藏官员。和硕特汗国——噶丹颇章第四任第巴。
罗桑金巴原是布达拉宫南杰扎仓大管家。1675年第巴罗桑图道向第五世达赖喇嘛辞职，十月，在众僧的推举下，达赖喇嘛任命罗桑金巴为第四任第巴。罗桑金巴创建雪巴列空，负责雪城内务的治安及保卫布达拉宫。1679年五月，罗桑金巴辞职，第五世达赖喇嘛任命桑结嘉措为第五任第巴。
| 前任： 罗桑图道 | 第巴 1675年—1679年 | 繼任： 桑结嘉措 |